# パトリック・テシェイラ
パトリック・アレン・テシェイラ（Patrick Alen Teixeira, 1990年12月5日 - ）は、ブラジルのプロボクサー。サンタカタリーナ州ソンブリーユ出身。元WBO世界スーパーウェルター級王者。パトリック・テイシェイラとも表記される。

## 来歴
2009年8月11日、プロデビュー。
2015年1月26日、オスカー・デ・ラ・ホーヤ率いるゴールデンボーイ・プロモーションズと契約を交わした。
2016年5月7日、ラスベガスのT-モバイル・アリーナでサウル・アルバレスVSアミール・カーンの前座で、カーティス・スティーブンスとWBCアメリカ大陸ミドル級王座決定戦を行い、2回1分4秒TKO負けを喫した。
2019年11月30日、ラスベガスのザ・コスモポリタンでカルロス・アダメスとWBO世界スーパーウェルター級挑戦者決定戦を行う予定だったが、試合の3日前にWBO世界スーパーウェルター級暫定王座決定戦に変更になり、12回3-0（2者が114-113、116-111）の判定勝ちを収め王座を獲得した。
2019年12月4日、正規王者のハイメ・ムンギアがミドル級に転向した為、テシェイラは暫定王座から正規王座に昇格した。
2020年4月25日、ブライアン・カルロス・カスターノとの対戦が決定していたが新型コロナウイルスの影響で試合延期になった。
2021年2月13日、カリフォルニア州インディオのファンタジー・スプリングス・カジノで元WBA世界スーパーウェルター級王者でWBO世界スーパーウェルター級1位のブライアン・カルロス・カスターノと対戦し、12回0-3（109-119、108-120、111-117）判定負けを喫し、初防衛に失敗し王座から陥落した。この試合でカスターノは106,750ドル（約1120万円）、テシェイラは12万5000ドル（約1310万円）のファイトマネーを稼いだ。
2021年12月11日、エカテリンブルグでマゴメド・クルバノフと対戦予定だった。しかし前日の計量を両者パスしたが、計量後にクルバノフが病気になり試合が延期されることになった。
2022年7月9日、ロシアのエカテリンブルグでマゴメド・クルバノフと対戦し、10回判定負けを喫した。
2024年6月8日、ザンダー・ザヤスと対戦し、10回判定負けを喫した。

## 獲得タイトル
- WBAフェデセントロミドル級王座
- WBCインターコンチネンタルスーパーウェルター級ユース王座
- WBOラテンアメリカスーパーウェルター級暫定王座
- WBOラテンアメリカスーパーウェルター級王座
- WBO世界スーパーウェルター級暫定王座（防衛0=正規王座に認定）
- WBO世界スーパーウェルター級王座（防衛0）